# Paradecta
Paradecta is een geslacht van spinnen uit de familie springspinnen (Salticidae).

## Soorten
De volgende soorten zijn bij het geslacht ingedeeld:
- Paradecta darlingtoni Bryant, 1950
- Paradecta festiva Bryant, 1950
- Paradecta gratiosa Bryant, 1950
- Paradecta valida Bryant, 1950